# Dubinino
Dubinino (russisch Дуби́нино) ist eine Siedlung städtischen Typs in der Region Krasnojarsk (Russland) mit 9497 Einwohnern (Stand 14. Oktober 2010).

## Geographie
Die Siedlung liegt am Rande der nordöstlichen Ausläufer des Kusnezker Alatau, knapp 250 km westsüdwestlich der Regionshauptstadt Krasnojarsk am linken Ufer des Flüsschens Beresch, wenig oberhalb seiner Mündung in den linken Tschulym-Nebenfluss Urjup.
Dubinino gehört zum Stadtkreis Scharypowo und liegt gut 10 km nordwestlich des Zentrums der Stadt Scharypowo.

## Geschichte
1885 entstand etwa fünf Kilometer nördlich der heutigen Siedlung das Dorf Dubinino, gegründet von Umsiedlern aus Zentralrussland und der Ukraine. Seine Bezeichnung erhielt es nach dem Familiennamen Dubinin.
Die heutige Plattenbausiedlung entstand ab 1978 im Zusammenhang mit der Errichtung des Wärmekraftwerkes Berjosowskaja GRES als Wohnstadt für die Bauarbeiter, später für die Beschäftigten des Werkes und der nordöstlich gelegenen Braunkohletagebaue. 1981 erhielt die Siedlung den Status einer „Siedlung städtischen Typs“ und wurde nach dem alten Dorf Dubinino benannt. Der erste Kraftwerksblock ging 1985 in Betrieb.

### Einwohnerentwicklung
| Jahr | Einwohner |
| ---- | --------- |
| 1989 | 12.185    |
| 2002 | 12.028    |
| 2010 | 9.497     |

Anmerkung: Volkszählungsdaten

## Wirtschaft und Infrastruktur
Ortsbildendes Unternehmen ist das Wärmekraftwerk Berjosowskaja GRES mit einer Leistung von 1500 Megawatt, das heute von der OGK-4 betrieben wird. Außerdem gibt es verschiedene Versorgungsbetriebe.
Dubinino liegt an der 1968 eröffneten Eisenbahnstrecke, die Krasnaja Sopka an der Strecke Atschinsk – Abakan mit der 168 Kilometer entfernten Station Kija-Schaltyr bei Belogorsk im Bergbaugebiet an der oberen Kija verbindet. Einige Kilometer östlich der Siedlung besteht Anschluss an die Regionalstraße R 412, die Scharypowo und Uschur mit der Fernstraße M54 bei Nasarowo verbindet.